# Theys
Theys este o comună în departamentul Isère din sud-estul Franței. În 2009 avea o populație de 1.963 de locuitori.

## Evoluția populației
| An        | 1975  | 1982  | 1990  | 1999  | 2006  | 2009  |
| --------- | ----- | ----- | ----- | ----- | ----- | ----- |
| Populație | 1.114 | 1.200 | 1.321 | 1.572 | 1.855 | 1.963 |